# Almukantar
Almukantar  ali almukantarat (tudi  almakantar ali almakantara) je krog na nebesni krogli, ki je vzporeden s horizontom. Beseda izvira iz arabske besede (المقنطرة  al-muqantarat, kar pomeni ukrivljeno, lok). Izraz je uvedel Hermann von Reichenau. Vsa nebesna telesa, ki ležijo na enem almukantarju, imajo isto ekliptično širino β. Prav tako imajo na almakantarju vsa telesa tudi isto zenitno razdaljo z.
Enako ime se uporablja tudi za zastarel astronomski instrument s katerim so nekdaj določali čas vzhoda in zahoda Sonca.